# Histoire de l'encre de Chine
Si l'encre de Chine (ch. trad. : 墨 ; py : mò ; jap. : 墨 ; ko. : 먹) est très vraisemblablement originaire de ce pays, et bien que son principe de fabrication soit à peu près stable, il a existé une variété infinie d'« encres de Chine » différentes selon les lieux et les époques. 
Selon certains, ce type d'encre serait apparu en Inde avant d'avoir été repris par les Chinois. Il n'existe pas d'« encre de Chine » unique et de formule fixe, et toutes les encres noires ne sont pas « de Chine », d'autant que la composition des encres n'est jamais indiquée sur les emballages. Pour les anglophones l'encre de Chine est l'« encre indienne » : India Ink, et en néerlandais l'« encre indienne orientale » : Oost-Indische Inkt. On ne connaît pas avec une grande précision les dates d'apparition des divers types d'encre.

## De la «Pierre noire» au «Noir de fumée»

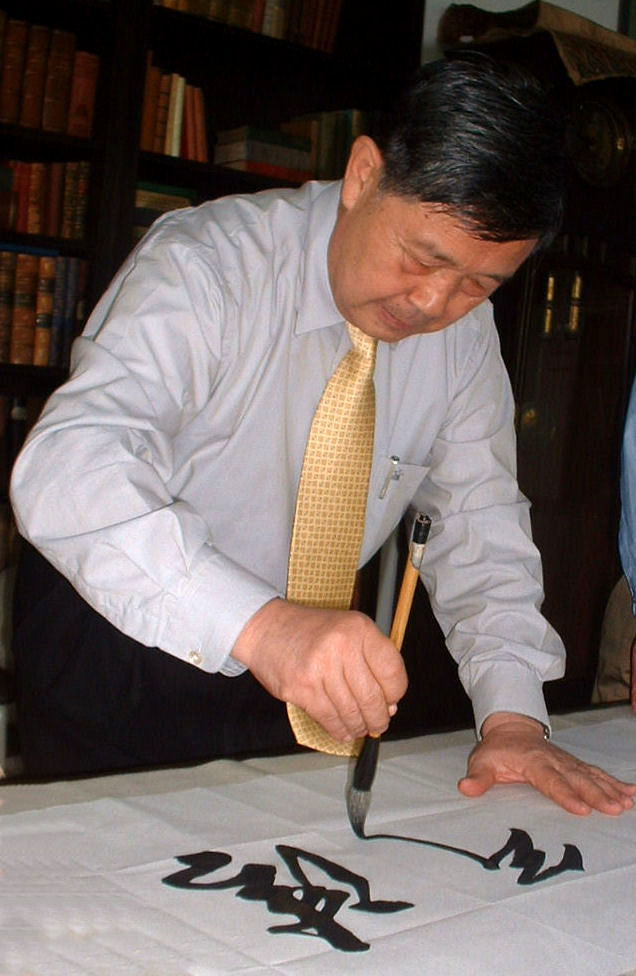
Le calligraphe chinois Sun Xinde

Le caractère chinois de l'encre, 墨, mò, « encre » est une combinaison de deux caractères, 黑, hēi, « noir ») en haut et 土, tǔ, « terre » en bas. On retrouve des objets peints à l'encre de Chine 4000 ou 5000 av. J.-C.
Les Chinois font remonter l'invention de l'encre aux Monts Tian sous le règne de Huangdi (2697 av. J.-C.) : c'était alors une sorte de laque qu'on déposait sur de la soie avec un bâton de bambou (calame) puis la laque fut remplacée par une pierre noire (bâton d'encre) qu'on trempait dans l'eau. Le Kian-King-Yuan-Cheng-Ki donne le nom de cette encre : Heï-tan-che-nié. Cette pierre 墨, mò selon les auteurs exprimait une liqueur noire, après avoir été mouillée ou bien un suc noir, ou bien on la calcinait en poudre, et on en faisait une encre liquide de cette poudre. L'empereur Wuwang (1046 à 1043 av. J.-C.) aurait eu comme dicton : « Comme la pierre « me », dont on se sert pour noircir les Lettres gravées, ne peut jamais devenir blanche ; de même un cœur noirci d'impudicité retiendra toujours sa noirceur ».
Le Mo Ch’ing est un livre chinois signifiant Livre sur Encre écrit par Tchao Kouan-tche au XIIe siècle . Le Mo pu fu shu ou « Livre de la fabrication de l'Encre » fut écrit par Li Hsia-su de la dynastie Song. Il y a encore bien d'autres livres écrits sur ce sujet comme les Mo-p'ou fa-che, 1095 « Le manuel de l'encre avec recettes et échantillons » de Li Hiao-mei vers 1100, Fang shih mo p’u, Ch’eng shih mo yuan et Mo fu chi yao. Le Yen lin ou Forêt des pierres à encre de Yu Huai, fut écrit en 1600 puis le Pao yen t’ang yen pien ou Discussion sur les pierres d'encre de Ho Chu’an-yao et Tuan his yen shih sur les Pierres de Tuan Hi’s par Wu Lan-hsui, publiés en 1830. 
En 260 av. J.-C. on commença à faire de l'encre noir de fumée par combustion de laque avec du charbon de bois de sapin, qui se présentait sous la forme d'une grosse boule et fut préférée à l'autre, la meilleure provenant des sapins de collines du Mont Lu province de Jiangxi, qui avait le privilège de la fabrication de l'encre.
En 620, le roi de Corée, dans ses présents annuels qu'il faisait à l'empereur de Chine, avait mis plusieurs morceaux et tablettes d'une encre magnifique composée de noir de fumée et de gélatine de bois de cerf. Cette encre était si éclatante qu'elle ressemblait à un vernis : ceci suscita l'émulation des Chinois, qui se mirent à en étudier la composition, parvinrent à imiter l'encre coréenne : ce serait l'encre de Chine.

## Les fabricants d'encre de Chine

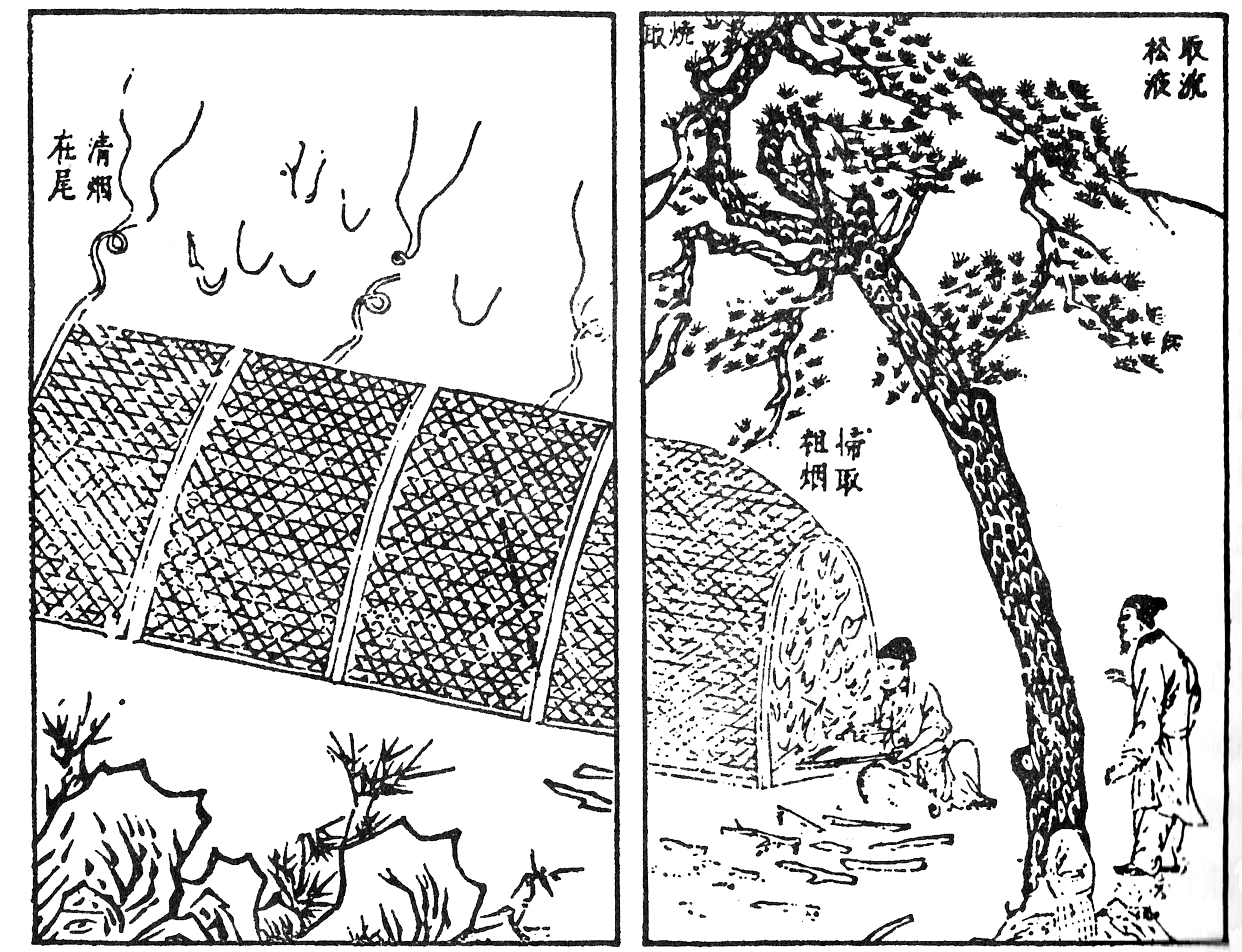
Collectant le noir de fumée de pin - Song Yingxing (1587-1666), dynastie Song

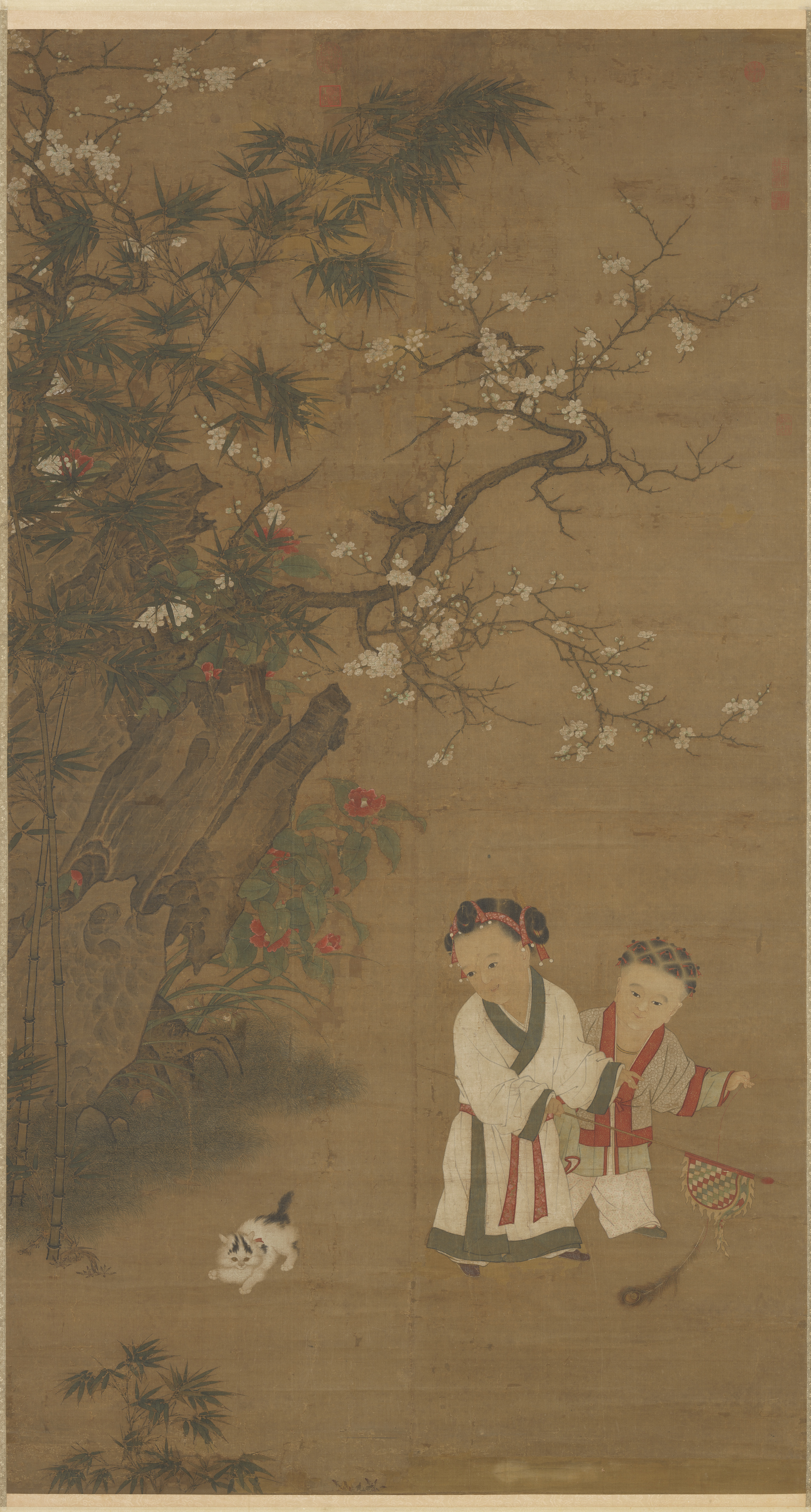
Enfants jouant un jour d'hiver par Su Hanchen.

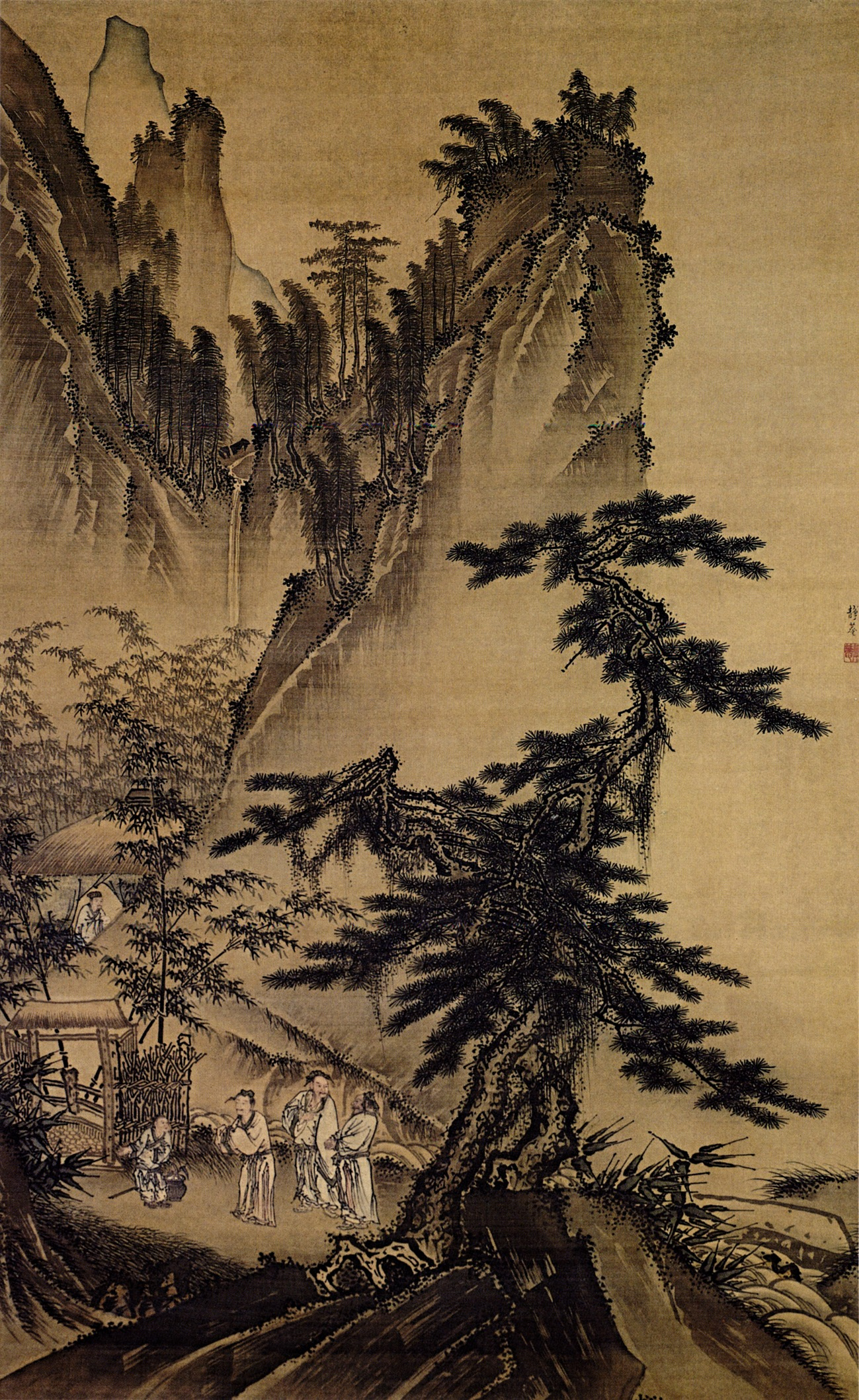
Œuvre de Dai Jin

C'est donc sous la dynastie des Tang (618-904) qu'on commença à faire du noir de fumée qui était dur comme la pierre. Le Li-ché (Si) était le fonctionnaire chargé de la fabrication des encres dans les fabriques, il devait envoyer chaque année un tribut de bâtons d'encre de Chine à la cour. Cette charge était héréditaire. Sous les Tang, les bâtons d'encre portaient une inscription mentionnant le fabricant. Sous cette dynastie des Tang, l'empereur Hiaun-Tsong envoyait chaque année 336 boules d'encre Chang-kou aux deux collèges qu'il avait fondés. Les bâtons de King-huan portaient d'un côté les caractères Siang-Pi (jade parfumé) et Fou-mo-tze de l'autre. Tchou-feu fabriqua alors dans « l'atelier où brûle le sapin » de l'encre très estimée portant la devise Hsiuan- tchong-tze ou Cho-chiang-tze.
Li-Tchao (李超, Xi-Tchao, Xi-Zhao) et son fils s'établirent alors à Choo-tcheou et y établit une fabrique d'encre près d'une forêt de sapins. Son fils Li-ting-Koueï (李廷珪) devint expert pour fabriquer les encres, présentée en forme de gâteau rond ou en forme d'épée (Kien-ki). Son encre était célèbre pour rester intacte, six mois après immersion dans de l'eau. Il avait quatre qualités d'encre : première qualité (koueï), seconde qualité (koueï), troisième qualité (koueï), quatrième qualité (Chi-Ting-koueï). Jao-li-tching-Koueï accompagnait sa signature avec une petite phrase publicitaire « Après cent ans je suis dure comme pierre et mes traits ressemblent à la laque. » L'encre de la famille Xi plut à l'empereur Tang Li Houzhu, qui donna à Xi Zhao le nom impérial « Li » à toute sa famille.
Tchang-yu en était le fabricant le plus célèbre. Les bâtons Long-chiang-ki ou encres parfumées au dragon étaient destinées au palais impérial. Il fabriquait aussi des boules d'encre ornées de dragons enroulés et de l'encre parfumée au musc (Tchan-yu-tchou-chiang-moo). Pang-kou et Tchaï-Sin furent encore deux fabricants célèbres.
Anhui, province chinoise, est la meilleure du monde pour produire l'encre dite Encre Hui. Li Tinggui (Li Ting-kuei), fut le fabricant le plus connu historiquement de Huizhou (autrefois traduit Huichou) province de Anhui (autrefois traduit Anwei) et le premier à fabriquer des bâtons d'encre Hui-mo qui succèdent aux Yumi-mo de la période Han. Ouverte en 1792, pendant le règne de l'empereur Qianlong de la dynastie Qing, Hu Kaiwen, un des quatre grands fabricants d'encre de sa région, avec Cao Shugong, Wang Jishen, Wang Jieang, ouvrit une manufacture d'encre, la plus ancienne et la meilleure pour fabriquer l'Encre Hui en Chine, et elle est encore en activité de nos jours et se visite. En 1915, à l'occasion de l'Exposition universelle de San Francisco, le premier prix avait été décerné à l'Industrie chinoise d'encre de Hu Kaiwen, pour son encre solide Le Globe de la terre.
La pâte était mise en moules en bois formée d'un côté de caractères chinois et de l'autre de dessins, d'homme, de plantes, fleurs, arbrisseaux, dragons... L'encre la plus estimée venait de Nankin. L'encre était renfermée dans des sachets en peau de léopard, pour la préserver de l'humidité et dans des coffres vernis hermétiquement fermés pour lui donner plus d'éclat. On la plaçait aussi entre des couches de feuilles d'armoise remplacées en hiver par la chaux et la cendre.
La peinture à l’encre, en Chine a donc au moins une existence de 2 500 ans et servit pendant de siècles et encore aujourd'hui aux calligraphes et aux peintres pour peindre des lavis (chinois traditionnel : 水墨畫 ; pinyin : shuǐmòhuà) : Animaux, oiseaux, hommes, dragons, végétaux, paysages sur de la soie. Jean de la Pagode, poète et sinophile, écrivit des textes consacrés à la peinture chinoise comme « Le Nécessaire à peinture chinoise » et « L'Art de bien tenir son pinceau ».

## Recettes historiques

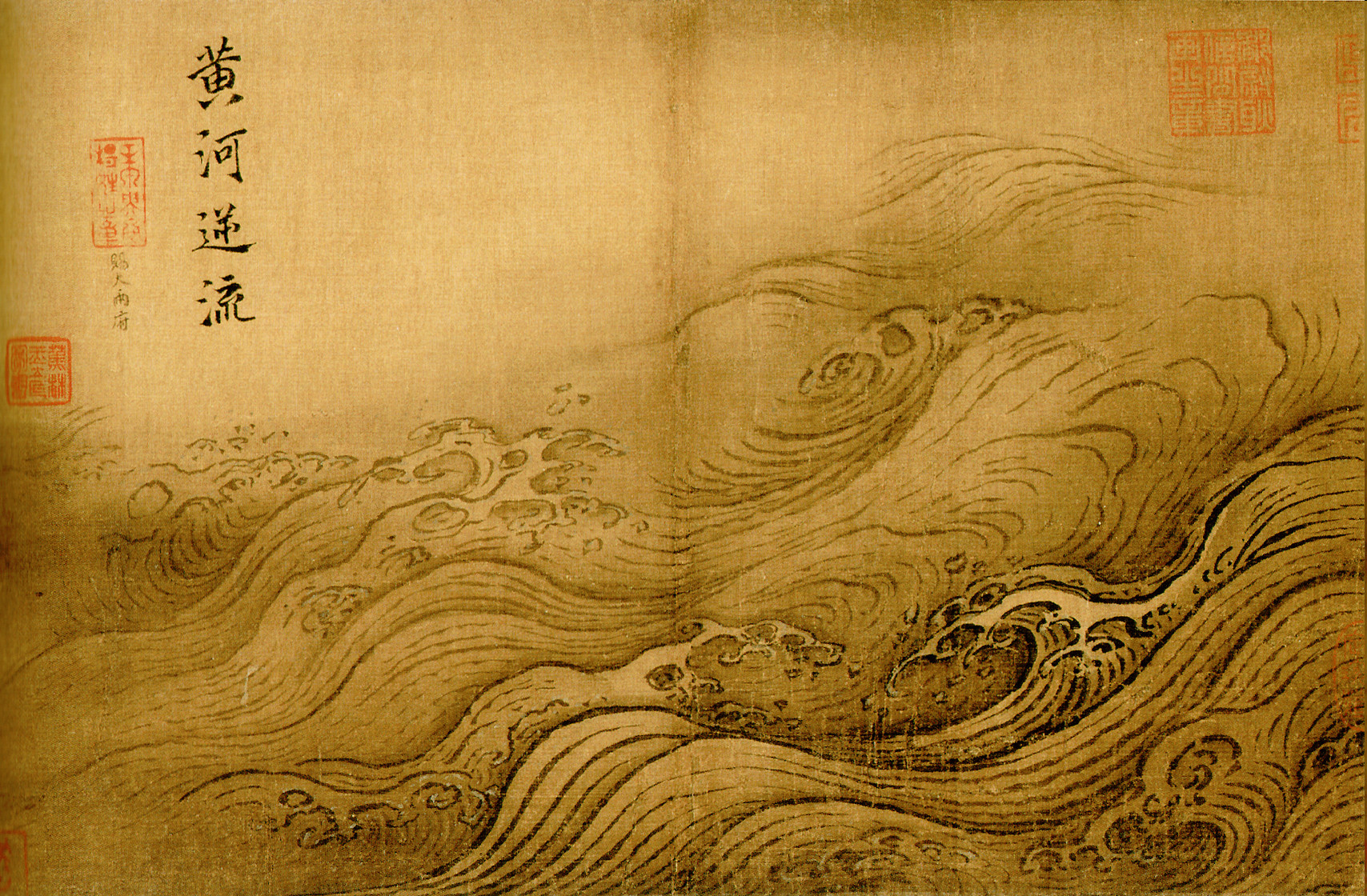
La Rivière jaune par Ma Yüan (1160 env.–1225)

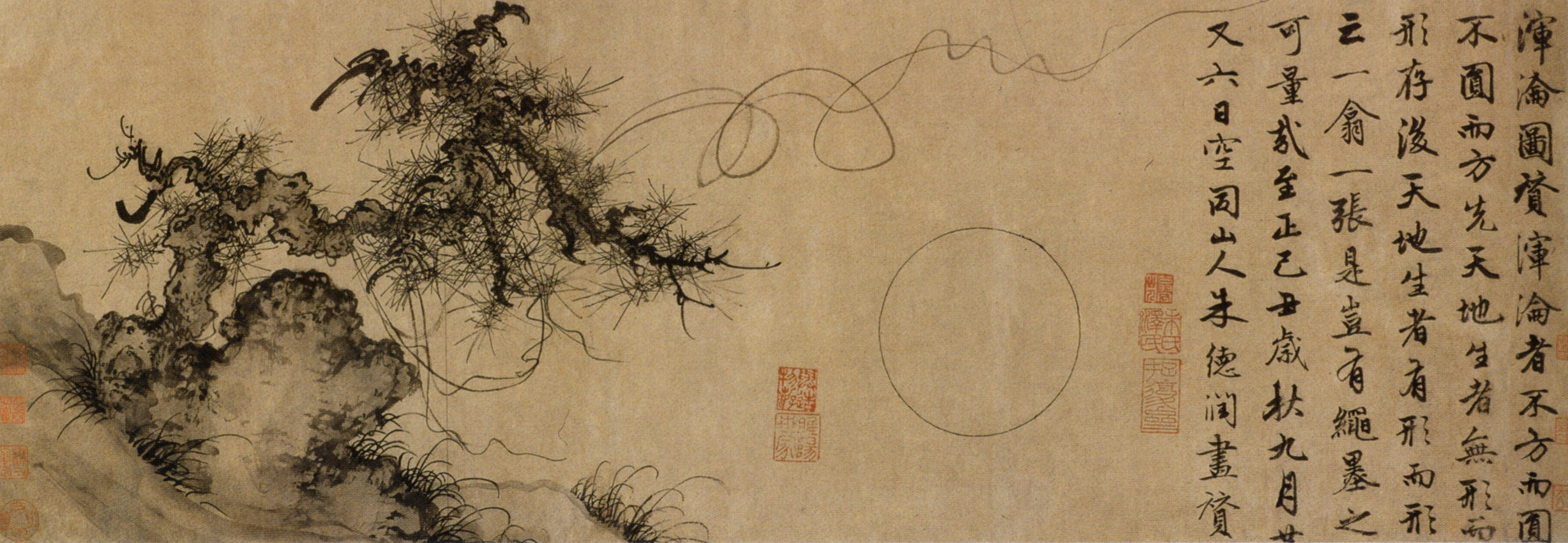
L'Origine primordiale par Zhu Derun (1294-1365)

Les premières encres, tant en Chine et en Orient en général, qu'au Proche et Moyen-Orient, puis en Europe, sont toutes à base de noir de fumée, sans liant. L'eau porte les particules de suie dans les insterstices du support, papyrus, papier ou parchemin. Une fois sèche, l'inscription résiste à l'abrasion. On trouve ensuite des encres liées à la colle protéinique, colle de peau, de corne ou de poisson. À partir du XVIIe siècle, l'encre de Chine peut être liée par de la gomme laque. L'encre de Chine se distingue des encres au plomb ou à base d'oxydes métalliques couramment utilisées en Occident. Les encres métallo-galliques apparaissent progressivement à partir du IXe siècle chez les Arabes, puis en Occident, avec ses ingrédients de base : noix de galle, sulfate de fer ou de cuivre : ce seront les seules à permettre l'usage des plumes d'oiseau pour l'écriture, tandis qu'en Orient la tradition de l'encre au noir de fumée se perpétue avec l'usage du pinceau.
C'est sous la dynastie des Song (960-1278) qu'on commença à faire l'encre avec du camphre et du musc.
Le noir de fumée : Chaque région et chaque fabricant eut, au fil des époques, ses secrets pour fabriquer le noir de fumée : poudre de riz parfumée infusée dans une décoction de l'hibiscus mutabilis, huile de pétrole de lampe, écorce de grenadier délayée dans du vinaigre, graines de chou et de haricot, huile de vernicia montana, de bignonia tomentosa (Huile de Tong) de Jesamum orientale et selon une légende, de la corne de rhinocéros ; le bois de sapin était la manière la plus répandue de préparer le « noir de fumée », avec la base du tronc de pin (pinus sylvestris) mêlé au suc de l'écorce de l'arbre Kin (l'huile de Gergélin), et de la colle animale pour la lier, fut remplacé ensuite par les graines de chanvre et les huiles de dryandra cordata et Gleditsia sinensis. L'encre Impériale dite Yu me était faite d'un noir de fumée très raffiné, fait de fumée d'huiles, et parfumée ensuite au musc. 
Jean-Baptiste Du Halde donne une recette de l'encre de chine avec « des plantes Hu hlang et Kan sung, des gousses appelées Tchu-ya-tsuo-ko, et du suc de gingembre », de la colle de bœuf (Nieou Kiao). Les recettes étaient gardées secrètes. On pouvait tremper la mèche de la lampe dans le suc de la plante thsetsao (Cersis siliquostrum) et cela donnait un beau reflet rouge à l'encre exposée au soleil sur du papier. 

Recettes du Ki-kong-mo-fa et de Du Halde : 
« On prend : du noir de fumée de sapin, 76 grammes;on y ajoute une petite quantité de clous de girofle, de musc et de vernis de laque sec. On forme ensuite un bâton, à l'aide de la colle, qu'on expose à un feu bien vif pour la sécher. Un mois après, l'encre peut être employée. Si on introduit dans le noir de fumée une petite quantité de langue de bœuf séchée, on donne à l'encre une couleur violette; l'écorce de poivrier lui donne une teinte bleue. »
«  1°. dix onces de noir de fumée, ou de suye tirée des pins. Des plantes Ho hiang, et Kan Jung. On y joint du suc de gingembre. Des gousses ou siliques, nommées Tchu hia tfao kp. On fait d'abord bouillir dans de l'eau ces quatre derniers ingrédients ; lorsque par la cuisson la vertu des végétaux en aura été tirée, on jette le marc. Cette liqueur déjà épaissie, étant rassise et clarifiée, se remet sur le feu pour lui donner la consistance d'une pâte, sur le poids de dix onces de cette mixtion, on dissout quatre onces de la colle nommée O kiao, où l'on aura incorpore trois feuilles d'or et deux d'argent. Quand tout est ainsi préparé, on y mêle les dix onces de noir de fumée, afin d'en former un corps. Cette composition doit être longtemps battue' avec l'espatule. Enfin, on la jette dans des moules, pour en former des tablettes. Peu après il faut enterrer l'encre dans un long espace plein de cendres froides où elle restera ensevelie cinq jours durant le printemps ; trois jours, si c'est en été ; sept jours en automne ; dix en hiver ; c'est la dernière façon qu'on lui donne.  »